# Xã Wakefield, Michigan
Xã Wakefield (tiếng Anh: Wakefield Township) là một xã thuộc quận Gogebic, tiểu bang Michigan, Hoa Kỳ. Năm 2010, dân số của xã này là 305 người.